# Bzjuzji
Bzjuzji (georgiska: ბჟუჟი) är ett vattendrag i Georgien. Det ligger i den västra delen av landet, 240 km väster om huvudstaden Tbilisi.